# Parafia św. Ojca Pio w Grajewie
Parafia pw. św. Ojca Pio w Grajewie – rzymskokatolicka parafia należąca do dekanatu Grajewo, diecezji łomżyńskiej, metropolii białostockiej.

## Obszar parafii
W granicach parafii znajdują się miejscowości
- Biebrza,
- Sikora
- Szymany-Kolonie.

oraz w Grajewie ulice
- Osiedle Południe (bloki: nr 1-8, 10-12, 14, 15)
- ul. Ekologiczna,
- ul. Elektryczna,
- ul. Wiktorowo (nr. niep. od 73; blok nr 60),
- Konstytucji 3 Maja (od nr 12),
- ul. Targowa (nr. parzyste od 10; niep. od7),

## Proboszczowie
- 2009-2016 ks mgr lic Mariusz Stawierej
- 2016- ks. mgr Dariusz Gosk